# EarthBound
Pour les articles homonymes, voir Earthbound.
 (avril 2020).
Si vous disposez d'ouvrages ou d'articles de référence ou si vous connaissez des sites web de qualité traitant du thème abordé ici, merci de compléter l'article en donnant les références utiles à sa vérifiabilité et en les liant à la section « Notes et références ».
EarthBound, connu au Japon sous le nom Mother 2: Gyiyg Strikes Back (MOTHER2 ギーグの逆襲, Mazā Tsū: Gīgu no Gyakushū), est un jeu vidéo de rôle, développé par Ape et HAL Laboratory (crédité sous le nom de HALKEN), sorti sur Super Nintendo en 1994 au Japon et en 1995 en Amérique du Nord. Cette version du jeu n'est jamais sortie en Europe.
Le jeu est ressorti sur Game Boy Advance dans la compilation Mother 1+2 en 2003 au Japon, et sur la console virtuelle de la Wii U le 20 mars 2013 au Japon, et le 18 juillet 2013 en Amérique du Nord et en Europe.

## Histoire
Contrairement à la plupart des jeux de rôle, EarthBound se situe dans une époque contemporaine. Le jeu parodie la culture anglo-saxonne (du Ku Klux Klan aux Blues Brothers en passant par Nessie) et est à de nombreuses reprises absurde ou surréaliste.
EarthBound commence lorsqu'un météore tombe près d'Onett, une petite ville paisible, en pleine nuit. Ness part voir de quoi il s'agit et découvre une espèce d'abeille mécanique, Buzz Buzz, qui lui apprend qu'elle vient de dix ans dans le futur, où le monde a été détruit par le terrible Giygas, aussi connu sous le nom du Destructeur Universel, et lui parle d'une légende où trois garçons et une fille le vaincront grâce à la sagesse, au courage, et à l'amitié.

## Système de jeu

### Combats
Les ennemis sont visibles sur la carte et les combats s'enclenchent à leur contact. Si l'ennemi est surpris par derrière, cela offrira à Ness et son équipe un tour d'avance, si c'est l'ennemi qui surprend le joueur, il aura un tour d'avance. Si l'adversaire est clairement plus faible que le joueur, le combat se termine automatiquement et les points d'expériences sont directement distribués.
Earthbound reprend les principes classiques des jeux de rôle : il est possible d'attaquer, d'utiliser des pouvoirs psychiques (alias pouvoirs PSY) de différentes natures (d'attaques, de défenses, de soins) coûtant des points psychiques, d'utiliser des objets et de fuir. Le joueur peut également laisser l'ordinateur gérer le combat à sa place.
Les points de vie sont placés dans un compteur. Après une attaque, le compteur diminue progressivement ; ainsi, si un personnage reçoit beaucoup de dégâts, il peut avoir encore le temps d'effectuer une action et ainsi éviter de mourir.
À la fin du combat, des points d'expérience sont répartis équitablement entre les personnages : si un personnage est K.O., il ne recevra pas de points d'expérience, ce qui en fera plus pour ses compagnons. L'argent n'est pas récupéré directement, il est transféré automatiquement dans son compte, compte auquel Ness peut avoir accès en utilisant les guichets ATM disséminés dans le jeu.

### Principes de base
L'appui sur la touche A appelle le menu. Plusieurs options sont disponibles, la plupart sont des classiques du jeu de rôle (Objets, Équipement, Statut, Pouvoir PSY), mais deux se rapprochent plus du jeu d'aventure : «Parler à» (Talk to) et «Examiner» (Check) qui permettent d'agir sur l'environnement (La touche L est un raccourci pour Parler et Examiner).
On ne peut transporter qu'un nombre limité d'objets : 14 par personnage. L'équipement prenant au maximum 4 places, il ne reste que 10 emplacements, 7 pour Ness qui ne peut pas se séparer de certains objets (l'ATM Card, la Sound Stone et le Receiver Phone). Il est toutefois possible d'en stocker à l'infini auprès de la sœur de Ness (à l'exception des trois précédents ainsi que du Tiny Ruby et du Tendakraut).
Le téléphone occupe un rôle important dans le jeu. Il permet d'appeler le père de Ness, ce qui permet de sauvegarder et de récupérer l'argent des combats et d'appeler la sœur de Ness pour qu'elle stocke et délivre ses objets au travers de la compagnie Escargo Express. Il est également nécessaire d'appeler régulièrement sa mère pour que Ness ne devienne pas nostalgique.
L'argent de Ness peut être à deux endroits : en sûreté sur son compte ou sur lui (risqué, puisqu'il peut le perdre). Pour gérer l'argent du compte, il faut trouver des machines ATM (pour Automatic Teller Machine : distributeur de billets).
Les pouvoirs PSI ont différents niveaux, définis par des lettres grecques (α, β, Ω entre autres). Le nom de l'attaque la plus puissante de Ness est le nom que l'on a donné à notre « chose favorite » au début du jeu (Rockin par défaut). Un pouvoir PSI permet de se téléporter, mais il nécessite un espace assez vaste.
Les villes abritent aussi plusieurs autres installations utiles, telles que les hôpitaux où les joueurs peuvent être guéris pour un certain prix ou les magasins permettant de s'équiper pour augmenter la force et/ou la défense de chaque personnage.

## Développement

Titre du jeu au Japon.

Dans la cinquième année de production, Satoru Iwata réécrivit le programme de Mother 2 en six mois à la suite de l'impasse rencontrée par l'équipe de Shigesato Itoi en 1994. Satoru Iwata estima qu'il aurait fallu deux ans supplémentaire en poursuivant l'écriture du programme d'origine.
Le 27 août 1994, Mother 2 sort au Japon. Il s'agit de la suite du précédent épisode, Mother, sorti sur Famicom. Le développement du jeu prit beaucoup de retard, car les sièges des studios Ape Inc. et HAL Laboratory se trouvaient dans deux villes différentes du Japon, obligeant les membres de l'équipe à voyager fréquemment entre les deux.
Encouragé par le succès du premier Mother, Nintendo sort Mother 2 en Amérique du Nord sous le nom d'EarthBound, le 1er juin 1995. Espérant en retirer un grand succès, Nintendo multiplie les publicités. Le jeu lui-même, dans une grande boîte colorée, est accompagné d'un guide de jeu mêlant solution, faux journaux, fausses publicité et images de tous les personnages du jeu en pâte à modeler et des cartes odorantes. Malgré tout, dû au fait de son style graphique très simple (en comparaison avec Final Fantasy VI ou Chrono Trigger par exemple), et d'une campagne de publicité désastreuse (une publicité américaine indiquant "this game stinks" ("ce jeu pue")) le jeu ne connaît qu'un succès commercial très modeste : 140 000 copies seulement ont été vendues aux États-Unis. Toutefois le jeu a quand même eu plus de succès au Japon, Mother 2 s'étant vendu à peu près le double.
Le 20 juin 2003, Mother (EarthBound Beginnings) et Mother 2 (EarthBound) sont réédités sur Game Boy Advance sous le nom de Mother 1+2. Après un EarthBound 64 avorté, Mother 3 est finalement sorti au Japon en 2006 sur Game Boy Advance. Aucune sortie américaine ou européenne n'est prévue pour l'instant mais une traduction non officielle (en anglais) existe sur le net.
Le 17 avril 2013, Nintendo annonce que le jeu sera disponible pour la première fois en Europe fin 2013. Finalement, le jeu sort le 18 juillet 2013 sur la console virtuelle de la Wii U.
Le jeu remporta un grand succès en France, mais aussi dans toute l'Europe de l'Ouest où il sera le jeu le plus vendu du catalogue de la Console Virtuelle.